# Herb Bukowska

Herb Bukowska

Herbem Bukowska jest wizerunek jelenia ciemnoczerwonego, zwróconego w lewo, stojącego na zielonym podłożu, z którego wyrasta drzewo buk, znajdujące się po lewej stronie tarczy, które konarami sięga do wierzchołków poroży jelenia. Wizerunek umieszczony jest w białym polu tarczy.
Wizerunek jelenia przy drzewie jest też nawiązaniem do Lelenia, towarzysza pogańskiej Bogini Leli i do Drzewa Życia (Drzewa kosmicznego).